# Fouad Chafik
Fouad Chafik, né le 16 octobre 1986 à Pierrelatte (Drôme), est un footballeur international marocain, évoluant au poste de défenseur latéral droit.

## Biographie

### Débuts amateurs
Chafik commence sa carrière dans le club de football de la ville de Pierrelatte. Il évolue ensuite en Division Honneur de la Ligue Rhône-Alpes de football avec l'USM Montélimar. Il y passe trois saisons avant de signer à l'AS Valence où il passe de milieu droit au poste de défenseur latéral. Il décroche la montée de CFA 2 à CFA lors de sa première année à Valence et fait une saison pleine en quatrième division,.

### FC Istres
En parallèle de sa carrière, il décroche un Master en économie du sport et du tourisme. Repéré, Chafik s'engage avec le FC Istres, signant son premier contrat professionnel à l'âge de vingt-cinq ans. Après une saison en Ligue 2, des discussions entre son agent et l'AS Saint-Étienne naissent en vue d'un possible futur recrutement. Finalement, il dispute une deuxième saison sous les couleurs violettes mais Istres est relégué en National après la saison 2013-2014.

### Stade lavallois
Après cette descente, Chafik signe avec le Stade lavallois où il joue deux saisons pleines et devient international marocain. Deux saisons de suite il est le joueur le mieux noté par la rédaction sportive de Ouest-France Laval,, qui le désignera en janvier 2020 dans le onze type de la décennie.

### Dijon Football Côte-d'Or
Le 23 juin 2016, il s'engage en faveur du Dijon FCO pour deux saisons.
En janvier 2020, le magazine France Football le désigne dans l'équipe type de la décennie du Dijon FCO. Le 7 mars 2020, il dispute son 100e match toutes compétitions confondues sous les couleurs dijonnaises. Le 18 avril 2021, il inscrit son tout premier but avec Dijon face à l'OGC Nice, participant à une victoire de son équipe sur le score de 2 à 0.
Le 7 juillet 2021, le Dijon FCO annonce par le moyen d'un communiqué que le défenseur marocain a refusé de prolonger son bail. Celui-ci se retrouve donc libre de tout contrat.

### Lausanne Sport
Le 31 août 2021, il s'engage, libre, avec Lausanne-Sport en Super League suisse. Au terme de la saison, son club termine dernier du championnat et est relégué en Challenge League.

### Équipe nationale
Il joue son premier match avec la sélection marocaine, le 12 août 2015 face à la Libye, dans le cadre des éliminatoires de la Coupe d'Afrique des nations 2017.

## Statistiques
| Saison                | Club                  | Championnat           | Championnat | Championnat | Championnat | Coupe nationale | Coupe nationale | Coupe nationale | Coupe de la Ligue | Coupe de la Ligue | Coupe de la Ligue | Maroc | Maroc | Maroc | Total | Total | Total |
| Saison                | Club                  | Division              | M.          | B.          | P.d.        | M.              | B.              | P.d.            | M.                | B.                | P.d.              | M.    | B.    | P.d.  | M.    | B.    | P.d.  |
| 2012-2013             | FC Istres             | Ligue 2               | 38          | 1           | 0           | 4               | 0               | 0               | 1                 | 0                 | 0                 | -     | -     | -     | 43    | 1     | 0     |
| 2013-2014             | FC Istres             | Ligue 2               | 35          | 0           | 1           | 3               | 0               | 0               | 0                 | 0                 | 0                 | -     | -     | -     | 38    | 0     | 1     |
| Sous-total            | Sous-total            | Sous-total            | 73          | 1           | 1           | 7               | 0               | 0               | 1                 | 0                 | 0                 | -     | -     | -     | 81    | 1     | 1     |
| 2014-2015             | Stade lavallois       | Ligue 2               | 37          | 0           | 1           | 3               | 0               | 0               | 3                 | 0                 | 0                 | 1     | 0     | 0     | 44    | 0     | 1     |
| 2015-2016             | Stade lavallois       | Ligue 2               | 29          | 2           | 0           | 1               | 0               | 0               | 3                 | 0                 | 0                 | 5     | 0     | 0     | 38    | 2     | 0     |
| Sous-total            | Sous-total            | Sous-total            | 66          | 2           | 1           | 4               | 0               | 0               | 6                 | 0                 | 0                 | 6     | 0     | 0     | 82    | 2     | 1     |
| 2016-2017             | Dijon FCO             | Ligue 1               | 15          | 0           | 0           | 0               | 0               | 0               | 1                 | 0                 | 0                 | 2     | 0     | 0     | 18    | 0     | 0     |
| Total sur la carrière | Total sur la carrière | Total sur la carrière | 154         | 3           | 2           | 11              | 0               | 0               | 8                 | 0                 | 0                 | 8     | 0     | 0     | 181   | 3     | 2     |

| Matches internationaux de Fouad Chafik | Matches internationaux de Fouad Chafik | Matches internationaux de Fouad Chafik                       | Matches internationaux de Fouad Chafik | Matches internationaux de Fouad Chafik | Matches internationaux de Fouad Chafik | Matches internationaux de Fouad Chafik   | Matches internationaux de Fouad Chafik |
| 0                                      | Date                                   | Lieu                                                         | Adversaire                             | Score                                  | Résultats                              | Compétitions                             |                                        |
| -------------------------------------- | -------------------------------------- | ------------------------------------------------------------ | -------------------------------------- | -------------------------------------- | -------------------------------------- | ---------------------------------------- | -------------------------------------- |
| 1                                      | 12 juin 2015                           | Stade Adrar, Agadir, Maroc                                   | Libye                                  | —                                      | 1-0                                    | Qualifications à la Coupe d'Afrique 2017 |                                        |
| 2                                      | 5 septembre 2015                       | Estádio Nacional 12 de Julho, São Tomé, Sao Tomé-et-Principe | Sao Tomé-et-Principe                   | —                                      | 0-3                                    | Qualifications à la Coupe d'Afrique 2017 |                                        |
| 3                                      | 9 octobre 2015                         | Stade Adrar, Agadir, Maroc                                   | Côte d'Ivoire                          | —                                      | 0-1                                    | Match amical                             |                                        |
| 4                                      | 12 octobre 2015                        | Stade Adrar, Agadir, Maroc                                   | Guinée                                 | —                                      | 1-1                                    | Match amical                             |                                        |
| 5                                      | 12 novembre 2015                       | Stade Adrar, Agadir, Maroc                                   | Guinée équatoriale                     | —                                      | 2-0                                    | Éliminatoires Coupe du monde 2018        |                                        |
| 6                                      | 15 novembre 2015                       | Stade Nkoantoma, Bata, Guinée équatoriale                    | Guinée équatoriale                     | —                                      | 1-0                                    | Éliminatoires Coupe du monde 2018        |                                        |
| 7                                      | 11 octobre 2016                        | Grand Stade de Marrakech, Marrakech, Maroc                   | Canada                                 | —                                      | 4-0                                    | Match amical                             |                                        |
| 8                                      | 15 novembre 2016                       | Grand Stade de Marrakech, Marrakech, Maroc                   | Togo                                   | —                                      | 2-1                                    | Match amical                             |                                        |
| 9                                      | 9 janvier 2017                         | Stade Tahnoun bin Mohammed (en), Al-Aïn, Émirats arabes unis | Finlande                               | —                                      | 0-1                                    | Match amical                             |                                        |